# اسکناس پنج هزار ریالی ایران

طرح گل‌ها و پرندگان در سری دوم

ماهواره امید، موشک سفیر، کره زمین با بخش نشانه‌گذاری شده قلمرو ایران در سری سوم

اسکناس ۵٬۰۰۰ ریالی اسکناس‌هایی است که از سال ۱۳۵۰ در دوران پهلوی تاکنون چاپ می‌شود. تاکنون چهار سری از این ارزش چاپ شده‌است ولی در آخرین سری آن پشت این پول سه دفعه تغییر کرده، نخست با نگاره گل‌ها و پرندگان، ماهواره امید، موشک سفیر و کنون سفالینه یافته شده در زابل نقش بسته است.

## نگارخانه

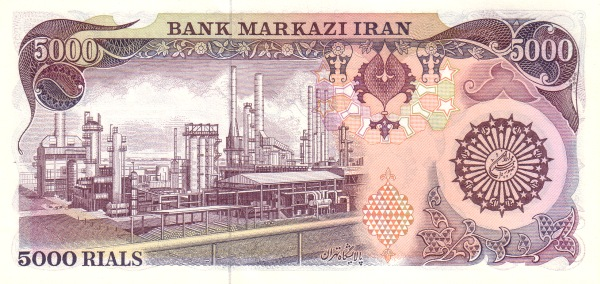
پشت ۵٬۰۰۰ ریالی
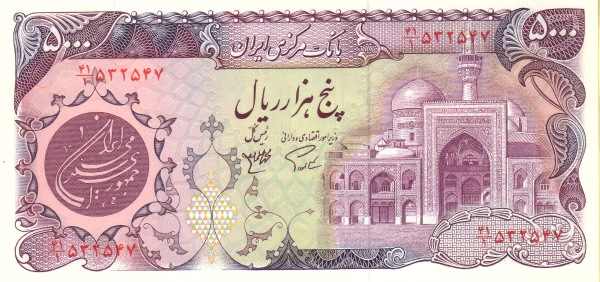
جلو ۵٬۰۰۰ ریالی
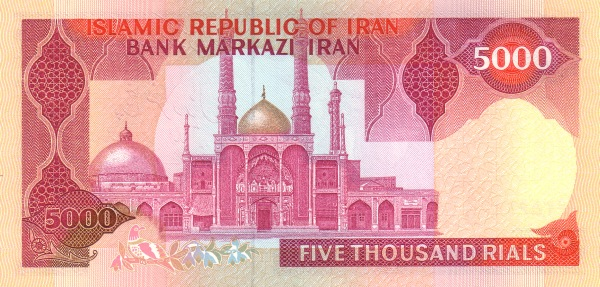
پشت ۵٬۰۰۰ ریالی
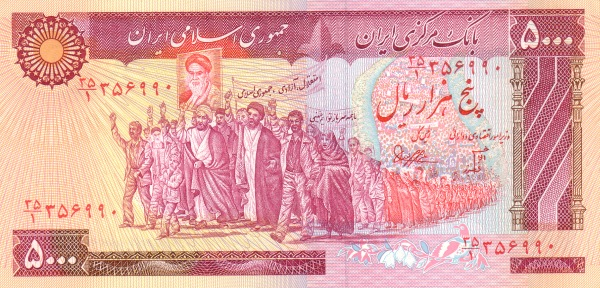
جلو ۵٬۰۰۰ ریالی
پشت ۵٬۰۰۰ ریالی
پشت ۵٬۰۰۰ ریالی